# Kračun (pečivo)
Kračun či kračunik je obřadní pečivo tradičně pečené o Vánocích na východním Slovensku. Těsto se zadělává pramenitou vodou a poté se v něm udělá jamka do které je nakapán med. Poté jsou do něj přidávány další přísady, například semena obilnin, luštěnin, konopí nebo lnu, některé měli i magicky zajistit zdraví a ochranu před zlem, například česnek, petrželová nať, posvěcené byliny, hostie nebo svěcená voda. Mezi další magické úkony spojené s kračunem patří zapečení lahvičky s medem, který byl poté používán například léčení a zaříkání. Na stole, kde jeho přítomnost na vánočním stole zajišťovala rodině po celý rok chléb, byl kladen na seno, slámu či obilná zrna, která byla přidávána do jařiny pro zabezpečení úrody. V okolí Trebišova a Humenného byly kromě kračunu pečeny jeho tři menší obdoby, nazývané kračunov brat, a každý kus byl umístěn do jednoho rohu stolu. Někdy byl načnut již na Štědrý večer, jindy ležel na stole až do Nového roku či do Tří králů. Někdy se kračun pekl i pro zvířata či jim z něj bylo odlomeno. Na přelomu 19. a 20. století se počal zjemňovat a tímto názvem se označoval bílý chléb či koláč, zachoval se však jeho obřadní charakter. Na počátku 21. však už tato tradice zaniká.